# Cerasus pseudoprostrata
Cerasus pseudoprostrata là loài thực vật có hoa trong họ Hoa hồng. Loài này được Pojark. mô tả khoa học đầu tiên.